# Sciences de l'occupation
Les sciences de l'occupation (ou la science de l'occupation) sont l'étude de l'activité humaine, particulièrement quand elle est motivée par un but et qu'elle est en lien avec le bien-être et la santé, donc telle qu'elle est conçue en ergothérapie. Elles font partie des sciences humaines et sociales et s’appuient sur des méthodologies et des disciplines variées : anthropologie, psychologie, sociologie. Elles peuvent développer de la recherche fondamentale, de la recherche appliquée ou de la recherche "transformative". Cette dernière s'inscrit dans une perspective critique, remettant en question les rapports de pouvoir qui sont présents dans les occupations et qui sont également présents entre les professionnels et les personnes, communautés et populations qu’ils servent.   
Une occupation, dans la perspective des sciences de l'occupation, est « un groupe d'activités, culturellement dénommé, qui a une valeur personnelle et socioculturelle et qui est le support de la participation à la société ». Les occupations sont donc entendues comme des activités humaines orientées vers un but, réalisées par des personnes, et dans un contexte, qui sont spécifiques.
Les sciences de l'occupation se rattachent aux sciences fondamentales, tandis que l'ergothérapie, par sa proximité avec les sciences de l'occupation, en constituerait le versant sciences appliquées.
L'expression sciences de l'occupation prête parfois à confusion dans le monde anglo-saxon, le terme occupation renvoyant le plus souvent à l'activité productive, le travail. Il en est de même en français en raison des connotations péjoratives du terme occupation (passe-temps sans intérêt ou occupation militaire de la France par les nazis). Certains, en France, lui préfèrent l'expression « sciences (ou science) de l'activité humaine »,, mais la question reste discutée.
Depuis l'automne 2016, la  Haute École de travail social et de la santé  de Lausanne a créé le réseau Occupations Humaines et Santé (OHS) destiné à la promotion des sciences de l'occupation. Une société savante francophone internationale, la Société Francophone de Recherche sur les Occupations (SFRO) a été créé début 2019.  

## Histoire
Les sciences de l'occupation sont nées, au début des années 1990, sur un terreau disparate d'études dans différentes disciplines s'intéressant à la manière dont les êtres humains s'engagent dans des activités qui font sens pour eux. Les débuts des sciences de l'occupation sont en général attribués à des chercheurs de l'University of Southern California (USC), menés par Elizabeth Yerxa. Les sciences de l'occupation ont été créées dans le dessein de soutenir et de développer les fondements scientifiques de la pratique des ergothérapeutes. L'expression "Occupational science" aurait été choisie par l'équipe de chercheurs d'Elisabeth Yerxa et Paul Bohannan (en), un anthropologue, en 1987. 
Les sciences de l'occupation se sont surtout développées dans les pays anglo-saxons : des sociétés académiques existent dans plusieurs d'entre eux ; une revue spécifique, le Journal of Occupational Science, existe depuis 1993. Il n'existe pas de revue francophone consacrée aux sciences de l'occupation, mais la Revue Francophone de Recherche en Ergothérapie a publié une édition spéciale sur ce thème en 2018 .